# Малько, Иван Сергеевич
Малько Иван Сергеевич (5 апреля 1916 — 4 ноября 2015, Луганск) — советский военнослужащий, участник Великой Отечественной войны, Герой Советского Союза.

## Биография
Родился в селе Черкасском (ныне в черте города Зимогорье). Окончил 7 классов школы. Работал помощником бухгалтера Черкасского кирпично-черепичного завода. В РККА призван в 1937—1940 годы и с июня 1941 года. В городе Мичуринск окончил курсы младших лейтенантов в 1942 году. С мая 1942 года в действующей армии. Отличился в Берлинской операции. Форсировал реку Одер. Захватил плацдарм и удержал его. В бою был ранен, но продолжал руководить батальоном. Звание Героя Советского Союза присвоено 29 июня 1945 года. После войны продолжал службу в армии. Позже уволен в запас. В 1969 году окончил Донецкий институт советской торговли. Жил в городе Луганске.
Скончался 4 ноября 2015 года. Прощание с И. Малько прошло в Луганском академическом русском драматическом театре имени Павла Луспекаева при соблюдении всех воинских почестей. Похоронен на почётной аллее Мемориального комплекса «Острая Могила» в Луганске.

## Награды и почётные звания
- Медаль «Золотая Звезда».
- Орден Ленина.
- Орден Красного Знамени.
- Орден Александра Невского.
- Два ордена Отечественной войны I степени.
- орден Богдана Хмельницкого (Украина) I степени (2010)[2]
- орден Богдана Хмельницкого (Украина) II степени (2005)[3]
- Медаль «За отвагу».
- Заслуженный работник торговли УССР[4].
- Почётный гражданин Луганска[4].